# 서울금양초등학교
서울금양초등학교는 대한민국 서울특별시 용산구 효창동에 있는 공립 초등학교이다.

## 학교 연혁
- 1915년 9월 10일 용산공립보통학교 개교(설립인가 8월 28일)
- 1938년 4월 1일 경성금정공립심상소학교로 개칭[1]
- 1941년 4월 1일 경성금정공립국민학교로 개칭[2]
- 1946년 4월 1일 서울금양국민학교로 개칭
- 1996년 3월 1일 서울금양초등학교로 개칭[3]
- 2006년 6월 13일 정문 교체 및 운동장 정지공사
- 2006년 6월 16일 어학실 및 운동장 라인벨트 설치
- 2006년 11월 14일 급식실 재건축 및 영양사실 신축
- 2006년 12월 1일 여교사 휴게실 및 자료제작실 설치
- 2006년 12월 11일 강당 빔프로젝터 및 전동스크린 설치
- 2007년 2월 20일 상담실 설치
- 2008년 8월 13일 실험실 현대화 사업
- 2010년 8월 30일 과학실 현대화 사업
- 2012년 3월 30일 돌봄교실 설치(1실)
- 2014년 1월 24일 전 교실 학습자료장 및 도서실 도서장 설치
- 2014년 3월 10일 보건실 이전 및 보수
- 2014년 4월 14일 노후담장 보수 및 화단 조성
- 2014년 12월 26일 학생식당 준공
- 2015년 9월 14일 고운햇살 '개교 100주년' 축제주간 운영
- 2015년 10월 7일 학교숲 조성
- 2016년 2월 18일 제99회 졸업식(총 34297명)
- 2016년 9월 1일 제22대 강경숙 교장 부임
- 2017년 2월 16일 제100회 졸업식(총 34434명)
- 2021년 9월 1일 제 23대 김병노 교장 부임

## 참고 자료
- 서울금양초등학교 - 한국교육학술정보원 학교알리미